# Kayavarohan
Kayavarohan è un villaggio situato nel sottodistretto Dabhoi, distretto di Vadodara dello stato del Gujarat, in India. Kayavarohan è popolarmente conosciuta come Karvan e si trova sulla National Highway n°8 ad una distanza di 30 km da Vadodara. Kayavarohan è il luogo ove nacque Lakulisha nel II secolo d.C. revivalista, riformatore e propositore della dottrina Pashupata. È un luogo religioso importante di Shiva presso il tempio di Lakulisha. 

## Storia
Kayavarohan è uno cosiddetti sessantotto teerthas, o luoghi di pellegrinaggio, di Lord Shiva, come indicato nello Shiva Purana. Tuttavia, Kayavarohan non è inserita tra i 12 Jyotirlinga ufficiali. È di grande importanza per i seguaci della filosofia Pashupata, incarnata nel maestro Lakulisha, considerato come incarnazione sulla terra di Shiva e luogo dove è apparso. Lakulisha è considerata la 28ª incarnazione di Shiva, venuto sulla terra nella forma di Lakulisha attraverso Kayavaroha, che letteralmente significa 'Discesa della forma'.

## Significato Religioso

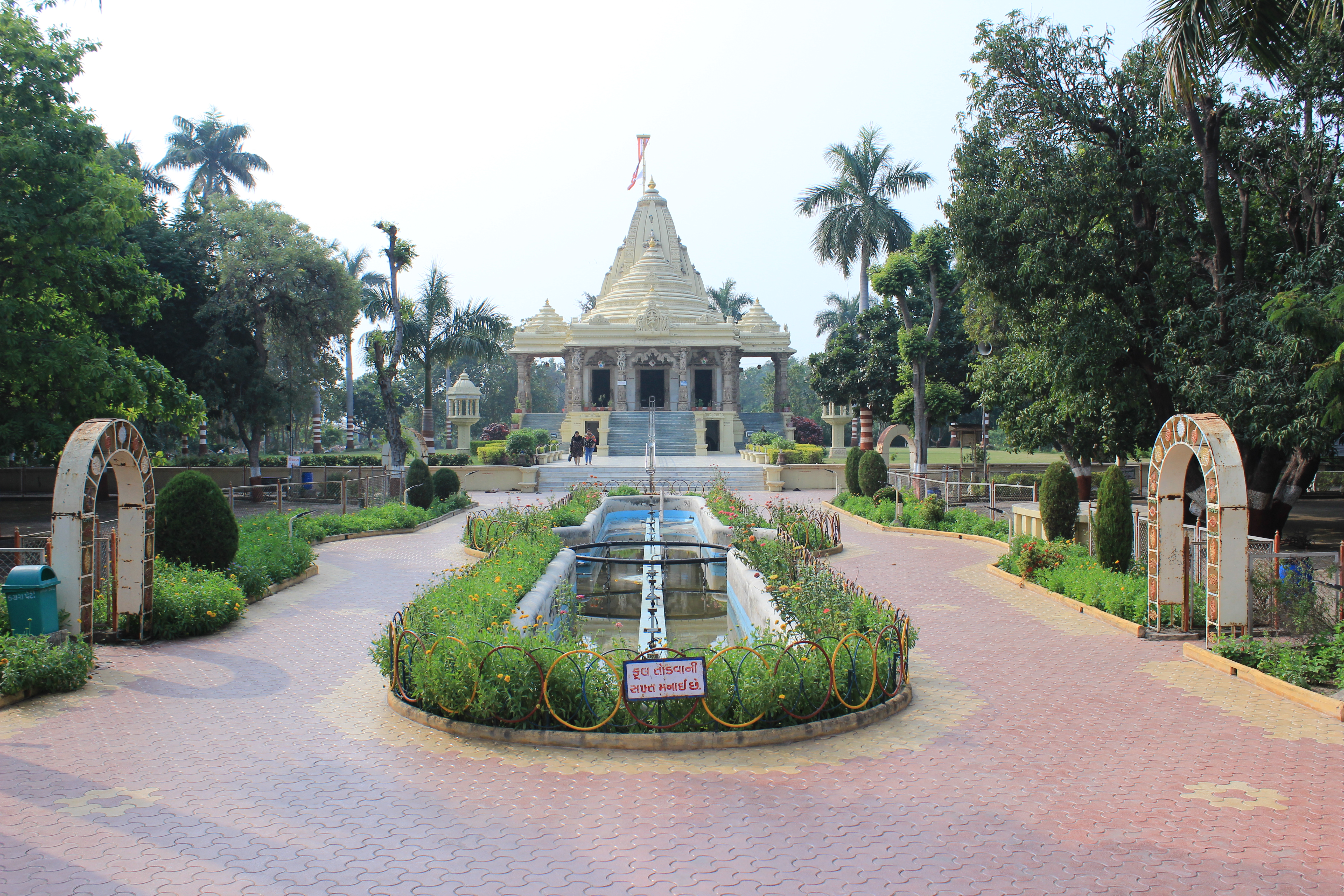
Il tempio di Kayavarohan

Kayavarohan ospita il tempio Brahmeshwar Jyotirshivlang, probabilmente fondato dal Maestro Maharshi Vishwamitra. È stato inoltre affermato che l'incarnazione di Shiva in Lakulisha si è fusa con il linga in Shambavi Mudra. Il lingam Kayavarohan rappresenta il "senza forma", ma un'unica, eccezionale forma iconica di Shiva in una meditazione yogi, con una pergamena in una mano e un cedro (Matulinga) nell'altra. Si ritiene che Ichhapuri fosse il principale luogo di pellegrinaggio durante il periodo Satyuga, mentre nel Treta Yuga lo era Mayapuri, Meghavati nel Dwapar Yuga, e Kayavarohan nel presente Kali Yuga. Questo tempio possiede un Lingam di Shiva in pietra nera. Si ritiene che Maharshi Vishwamitra avesse installato questo Linga del Signore Shiva durante il periodo Rāmāyaṇa. Nell'era dei Veda, la città di Kayavarohan / Karvan era un popolare centro di apprendimento e di istruzione utilizzato per ospitare le Università Vediche i Yajna Shalas e i templi di molte Divinità indù. Il mito narra che durante le invasioni barbariche di Mahmood di Ghazni, il luminoso Jyotirlinga con Lakulisha si fuse nella luce a tutti gli altri 12 Jyotirlinga nella sua forma e scomparve. Maha Shivratri è il festival più famoso a Kayavarohan. Durante il giorno sacro, centinaia di uomini indossano l'abbigliamento del Signore Mahadev. Attualmente nel tempio Kayavarohana è presente una grotta sotterranea per la meditazione.

## Significato archeologico
Il villaggio e le aree circostanti sono di grande interesse archeologico. Qui si trovano le rovine di un tempio di Shiva, considerato sacro durante i tempi vedici: il Kashi (Jyotirlingas). Nel sito sono state trovate antiche sculture e cimeli appartenenti al II secolo d.C. 
Durante il Medioevo dell'induismo (tra le invasioni musulmane e i successivi regni dall'XI al XVII secolo), iniziano gli attacchi del barbari predone musulmano Mahmud Ghazni, che saccheggiò e distrusse il tempio di Somnath nel Gujarat, e tutti i templi di Shiva a Karvan vennero profanati e rasi al suolo, dalla furia iconoclasta dei musulmani. Tuttavia, il Shiva Linga dei templi distrutti, ancora sopravvive ed è presente nel sito, ormai privo di templi. Il Shivalayas e templi di Karvan sono stati ricostruiti e restaurati nel corso del tardo XX dal Grande Yogacharya Swamiji Krupaluanandji Maharaj.
In Karvan sono stati trovate numerose monete di rame e una pietra, definita quem. È stata trovata anche una grande testa Tapasvi, l'immagine di Kartikeya e un idolo di Uma Mahashvara, alcuni un raro esempio senza uguali scoperto in Karvan. Il luogo è di grande importanza archeologica dell'ASI, che ha elencato il sito in un patrimonio nazionale e istituito un museo principale grazie ai resti individuati nei dintorni.